# Земство
Зе́мство (мн. ч. – зе́мства; земски учреждения) са избираеми органи на местното самоуправление (земски събрания, земска управа) в Руската империя и Руската република през 1864 – 1919 г. на ниво губерния, уезд и (от 1917 г.) волост.
Земствата са въведени със Земската реформа от 1864 г. До 1914 г. земствата съществуват в 43 губернии на Европейска Русия. Премахнати са от болшевиките през 1918 – 1919 г.

## История

### Въвеждане на земства
Проектът за земска реформа започва да се разработва през 1859 г. от комисия към Министерството на вътрешните работи (председателствана от Николай Алексеевич Милютин, от 1861 г. – Пьотр Александрович Валуев). Подписаният от император Александър II „Правилник за губернските и уездните земски учреждения“ отразява различните интереси на благородническите групировки.
Една от целите на създаването на земствата е, според министъра на вътрешните работи Сергей Степанович Лански, „да възнагради благородниците за загубата на власт от помешчика“ след премахването на крепостничеството през 1861 г., като им даде „първенство в местната стопанска администрация“ (бил определен висок имуществен, а от 1890 г. и съсловен, избирателен ценз – т.е. законови критерии, кой има право да гласува).
Друга цел на земската реформа е създаването на местни органи на самоуправление на изборна основа, притежаващи достатъчно правомощия и независимост за решаване на местни икономически проблеми.

### Структура
Александър II създава тези органи, по един за всеки уезд и за всяка провинция или губерния през 1864 г. Те се състоят от представителен орган (Земско събрание) и от изпълнителен орган (Земска управа), номинирана от първия. Изпълнителният орган (управата) се състои от пет класа членове:
- едри земевладелци (благородници, притежаващи 590 acres (2,4 km2) или повече), които лично присъстват в събранието
- делегати от средите на дребните земевладелци, включително духовенството в качеството му на притежатели на поземлени църковни имоти
- делегати на по-заможните граждани в градовете
- делегати на по-малко заможните градски класи
- делегати на селяните, избрани от волостите.[Бележка 2]

Благородниците получават по-голяма тежест при гласуването за земство поради факта, че са 74 % от членовете, въпреки че благородниците са малцинство в населението. Въпреки това земството позволява на по-голямата част от населението да решава как малка част от техните общности ще е устроена в ежедневието[ неясно? ].

### По-нататъшна история
Земската реформа не е извършена едновременно навсякъде в империята.
Към 1865 г. земства са открити в деветнадесет провинции, а между 1866 и 1876 г. са създадени още шестнадесет. Дванадесет провинции нямат земства – трите балтийски провинции и деветте западни губернии, анексирани от Полша от Екатерина II.
До края на 1870-те години земствата са въведени в 34 губернии на Европейска Русия и в Бесарабия.
Създадените през 1875 г. след дълги консултации с казашките чиновници земствата на Областта на Донската войска се сриват и биват премахнати след шест години дейност през 1882 г.
Много национални и други региони на Руската империя не са имали земства. Законът за земствата в западните губернии е приет едва през 1911 г. През 1913 г. се появяват земски органи в Астраханска, Оренбургска и Ставрополска губерния.
През 1890 г., в хода на така наречените Контрареформи на Александър III, е засилено съсловно-благородническото представителство в земствата, т. е. благородниците получават повече власт. Освен това земствата биват подчинени на губернаторите, чието съгласие било необходимо за утвърждаването на всяко решение на земската управа.
Въпреки всички тези ограничения, през тези 50 години, през които земствата съществуват, те успяват да решат много проблеми на общото образование, общественото медицинско обслужване, изграждането и поддръжката на пътища и подпомагането на местното икономическо развитие. В помощ на дейността си земствата наемат професионални експерти от интелигенцията, които стават известни като „третия елемент“.
Земствата постепенно се превръщат в притегателни центрове за местната интелигенция и скоро формират сериозна либерална опозиция на правителството. На 6 ноември 1904 г. по инициатива на „Съюза за освобождение“ се провежда Земски конгрес, резултатът от който е програма за реформи от единадесет точки, плод на борба и компромис между земствата. През 1906 г. губернските земски събрания получават правото да избират член на Държавния съвет, по един член от всяко събрание.
Всяко земство има свои печатни органи – списание „Самоуправление“, вестници, отразяващи успехите на управата.

## Устройство

### Губернски земски учреждения
Веднъж годишно в губернския град (главния град на губерния) се провежда събрание на депутатите от уездните земски събрания на цялата губерния под председателството на губернския предводител на дворянството. Това събрание упражнява общото ръководство на стопанските дела на губернията. За постоянното водене на тези дела то избира губернска земски управа, състояща се от председател и няколко члена.
В губернското земско събрание влизат местните представители на ведомствата. На губернските събрания председателства губернският предводител на дворянството или друго лице, назначено на тази длъжност от губернатора.

### Уездни земски учреждения
Всички земевладелци, търговци и индустриалци, владеещи недвижими имоти с определена стойност, а също и селските общности, получават право да избират свои представители (т. нар. „гласни“) в уездните земски събрания от своите среди за срок от три години. Тези събрания, председателствани от уездния предводител на дворянството, се събират ежегодно за кратко, за да ръководят икономическите дела на уезда. Уездното земско събрание избира уездната земска управа, състояща се от председател и двама членове. Управата е постоянно учреждение.

### Земски такси
На земствата е предоставено право да облагат населението на уездите с данъци и такси с цел задоволяване на земските нужди (строителство и оборудване на училища, благотворителност и социална защита, медицинско обслужване, строителство на пътища и мостове и др.).
Разходите на земството нарастват от 89,1 милиона рубли през 1900 г. до 290,5 милиона рубли през 1913 г. От последната сума 90,1 милиона рубли са изразходвани за образование, 71,4 милиона за медицинска помощ, 22,2 милиона за подобряване на селското стопанство и 8 милиона за ветеринарни мерки. Основните източници на приходи на земството са данъците върху земи, гори, селски жилища, фабрики, мини и други недвижими имоти.

### Административен надзор
Дейностите на земстват са под надзора на съответния губернатор и Министерството на вътрешните работи. Основното нещо, за което губернаторът стриктно следи, е строгото изпълнение на преките отговорности на земството, тоест решаването на административни и икономически проблеми: създаване на училища, оборудване на болници, изграждане на пътища и по-късно, с развитието на еднолични парцели, насърчаване на агрономическите познания, създаване на курсове за „повишение на квалификацията“ за лекари, учители, агрономи, статистици, развитие на занаятите, фабриките.

## Дейност

### Земско образование
Земските училища са два типа – еднокласни: с тригодишен курс на обучение, предназначени за петдесет ученици с един учител (т. нар. еднокомплектни); и двукласни: с четиригодишен курс на обучение, с 50 или повече ученици и двама учителя, в зависимост от броя на децата в селото, от необходимостта от образование и от материалните и финансови възможности на местната земска управа.
Стандартната месечна заплата на земския учител в началото на XX век е 30 рубли; прослужвайки пет години, те вече получават 37 рубли и 50 копейки: 5 рубли са изплащани допълнително от губернското земство и 2 и половина от уездното земство. (За сравнение: по-рано са им били заплащани по „дванадесет-петнадесет рубли на месец“.). Предвижда се държавна квартира (като правило, квартира се предоставя в зданието на училището) или плащане за жилище под наем.
В началото на XX век земствата поемат инициативата за въвеждане на всеобщо начално образование (съответният закон обаче така и не е приет); най-прогресивните земства (например Ярославското) постигат всеобщо начално образование в своите губернии през 1910 г.

### Земска медицина
Един от важните аспекти на работата на земството е създаването на система за медицинска помощ. Организацията му по същество е следната: уездите са разделени на участъци (понякога 4 – 5 на уезд), всеки уезд се ръководи от лекар, нает от земството; средно на участъков лекар се падат около 10 – 15 хиляди души, а лекарите много пътуват. Във всеки участък има земска болница за настаняване на нуждаещи се от болнично лечение или приемен кабинет за амбулаторни пациенти. Лечението и издръжката на пациентите са безплатни. Помощ на земските лекари оказват фелдшери, акушерки и фелдшерки. За координиране на дейностите на земските лекари са свиквани конгреси на земските лекари (в Твер през 1871 г.).

### Земско застраховане
Взаимното земско осигуряване е разновидност на взаимното осигуряване, което е организирано и действа в рамките на една и съща губерния. Такова застраховане в предреволюционна Русия се регулира от публичното право и следователно се отнася към публично-правното застраховане.
Взаимното земско застраховане представлява само по себе си отделен самостоятелен отрасъл на земската икономика. Първоначално то се осъществява в задължителна форма. Застрахователният капитал се съставя от застрахователни премии (вноски) на собствениците на застрахованите сгради и може да се използва само за нуждите на застраховането и неразривно свързаните с него подобрения на пожарната безопасност. В регулаторните документи се посочва, че „инструкциите, възложени от закона на земството за събиране и разпореждане със застрахователния капитал, при никакви обстоятелства не превръщат тези капитали в земски капитал“.
Благодарение на задължителната взаимна земска противопожарна застраховка на сгради, собствениците им не само получават застрахователна защита в случай на пожар, но успешно решават и други проблеми. Населението свиква да използва застраховката за защита на своите имуществени интереси; води се значителна превантивна работа с цел намаляване на опасността от пожари в населените места. Именно във връзка с развитието на превантивен подход към прилагането на застрахователната защита взаимното земско застраховане придобива финансова стабилност и започва да се извършва не само в задължителна, но и в доброволна форма.

### Земска поща
По-голямата част от земските управи организират свои собствени пощенски служби за изпращане на кореспонденция в рамките на уездите, както и за обмен на кореспонденция с държавната пощенска служба.

### Земска статистика
Земствата извършват статистически изследвания главно с цел обзор на състоянието на селското стопанство и процесите на неговото социално-икономическо развитие.

### Резултати
За повече от половин век от съществуването на земската управа в Русия се появява и развита инфраструктура, особено в провинциите. Изградена е мрежа от пътища за свързване на отдалечени села. Почти във всяко село са открити училища, болници или поне фелдшерски пунктове.
Земството придобива голямо влияние в обществото, включително политическо. Работейки на местно ниво, в провинциите, земските жители виждат недостатъците по-добре от мнозина и разбират начините да ги коригират. Земската управа „на върха“ се превръща в легална опозиция и реална сила на власт; „отдолу“ има здраво осигурени позиции, които поддържат тази сила.